# Sven Norrman (ämbetsman)
Sven Norrman, född 5 september 1870 i Jönköping, död 21 juli 1938, var en svensk ämbetsman.
Norrman, som var son till bandirektör Janne Norrman och Emma Löfving, blev filosofie kandidat vid Uppsala universitet 1891. Han inträdde i Statens Järnvägars tjänst 1892, blev förste aktuarie 1913, byrådirektör i Järnvägsstyrelsen 1918 och var byråchef där från 1929. Han var ledamot och sekreterare i järnvägskommittén för statistik och bokföringens omläggning 1903 och 1917, statistiker i 1907 års järnvägstaxekommitté, ledamot av 1918 års dito, av kommittén för omläggning av de enskilda järnvägarnas bokföring 1920 och föredragande i järnvägstaxedelegationen 1922. Norrman är begravd på Norra begravningsplatsen utanför Stockholm.